# Benzoato di sodio
Il benzoato di sodio è il sale di sodio dell'acido benzoico.
A temperatura ambiente si presenta come un solido bianco inodore. Può essere prodotto facendo reagire idrossido di sodio con acido benzoico. È un conservante alimentare molto utilizzato, che viene indicato con la sigla E211.

## Utilizzi

### Conservante
Il benzoato di sodio, insieme al paraidrossibenzoato fa parte della categoria dei conservanti antimicrobici a base di acido benzoico. Grazie alle sue proprietà batteriostatiche e fungistatiche, il benzoato di sodio è utilizzato come additivo alimentare (E211) in qualità di conservante, e svolge la sua azione a un pH ottimale acido, inferiore a 3,6. È utilizzato in alimenti acidi come le bevande gassate, le marmellate e i succhi di frutta, i sottaceti e in condimenti vari. È anche usato come conservante in medicinali e cosmetici. La concentrazione come conservante alimentare è limitata dalla FDA negli USA allo 0,1% in peso. Questo perché esistono degli studi della FDA secondo cui, in particolari condizioni, in presenza di acido ascorbico (vitamina C) si possono formare tracce di benzene, un noto cancerogeno. Il benzoato di sodio è anche ammesso come additivo alimentare per animali fino allo 0,1%, secondo la pubblicazione ufficiale della commissione per gli affari costituzionali (AFCO) del Parlamento europeo. Nel Regno Unito il benzoato di sodio è stato sostituito dal sorbato di potassio nella maggior parte delle bevande analcoliche.

### Applicazioni farmaceutiche
Il benzoato di sodio è usato come trattamento per i disturbi del ciclo dell'urea grazie alla sua capacità di legare gli amminoacidi.  Questo porta all'escrezione degli amminoacidi e alla diminuzione dei livelli di ammoniaca. Ricerche recenti dimostrano che il benzoato di sodio può essere utile come terapia aggiuntiva (1 grammo / giorno) nella schizofrenia. I punteggi totali della scala della sindrome positiva e negativa scendono del 21% rispetto al placebo.

### Altri usi
Il benzoato di sodio viene anche usato nei fuochi d' artificio per creare una polvere che emette un fischio quando viene compressa in un tubo e innescata.

## Meccanismo di conservazione degli alimenti
L'acido benzoico viene inizialmente assorbito dalla cellula. Se il pH intracellulare scende a 5 o meno, la fermentazione anaerobica del glucosio attraverso la fosfofruttochinasi diminuisce bruscamente, ciò inibisce la crescita e la sopravvivenza di microrganismi che causano il deterioramento del cibo.

## Produzione
Il benzoato di sodio viene prodotto dalla neutralizzazione dell'acido benzoico con idrossido di sodio. Il benzoato di sodio può anche essere preparato aggiungendo acido benzoico ad una soluzione concentrata calda di carbonato di sodio fino alla cessazione dell'effervescenza. La soluzione viene quindi evaporata, raffreddata e lasciata cristallizzare o evaporare a secchezza e quindi granulata.

## Salute e sicurezza
Negli Stati Uniti, il benzoato di sodio è riconosciuto come generalmente sicuro dalla Food and Drug Administration.  Il programma internazionale sulla sicurezza chimica non ha riscontrato effetti avversi nell'uomo per dosi di 647-825 mg / kg di peso corporeo al giorno.
I gatti hanno una tolleranza significativamente inferiore nei confronti dell'acido benzoico e i suoi sali rispetto ai ratti e ai topi.

### Acido benzoico nelle bevande analcoliche
In combinazione con l'acido ascorbico (vitamina C, E300), il benzoato di sodio e il benzoato di potassio possono formare il benzene, un noto cancerogeno. Secondo dei test effettuati dalla FDA, la maggior parte delle bevande contenenti acido ascorbico e benzoato avevano livelli di benzene inferiori a quelli considerati pericolosi per il consumo dall'Organizzazione mondiale della sanità (5 ppb).  Il calore e la luce possono aumentare la velocità con cui si forma il benzene.

### Iperattività
Una ricerca pubblicata nel 2007 per la Food Standards Agency (FSA) del Regno Unito, suggerisce che alcuni coloranti artificiali, abbinati al benzoato di sodio, possono essere collegati al comportamento iperattivo. I risultati sono incoerenti per quanto riguarda il benzoato di sodio, quindi la FSA ha raccomandato ulteriori studi. La FSA ha concluso che gli aumenti del comportamento iperattivo sono reali, ma sono più probabilmente collegati ai colori artificiali piuttosto che al benzoato di sodio.